# Unión Libertaria Estudiantil y del Trabajo
La Unión Libertaria Estudiantil y del Trabajo (ULET) sección colombiana de la Asociación Internacional de los Trabajadores (AIT) es una organización social y política de carácter anarco sindical. 
Tiene como objetivo la defensa y beneficio de la clase trabajadora, sus afiliados y afiliadas.
Posee una trayectoria de más de 10 años en su proceso de conformación y estructuración, que inició como un proceso netamente estudiantil -Unión Libertaria Estudiantil - ULE- y que con el paso del tiempo, se expandió al mundo laboral.
Se organiza bajo los principios anarco-sindicalistas, tiene como base y medio al anarquismo, y tiene como fin el comunismo libertario.
Sus principios organizativos son el apoyo mutuo, la autodeterminación, el asambleísmo, el federalismo, la autogestión, la horizontalidad, y la acción directa.
A la ULET está conformada por personas de diferentes orígenes, sociales, étnicos y religiosos, como también de diferentes nacionalidades, agrupados bajo mismos principios organizativos.
Esta organización se encuentra adherida a la Asociación Internacional de Trabajadoras/res (AIT - IWA).
- Datos: Q110271006